# Heidi Schüller
Heidi Schüller (Passau, Alemanya Occidental 1950) és una atleta alemanya, ja retirada, especialista en salt de llargada i 100 metres tanques.

## Biografia
Va néixer el 15 de juny de 1950 a la ciutat de Passau, població situada a la regió de Niederbayern (Baviera).

## Carrera esportiva
Va participar, als 22 anys, en els Jocs Olímpics d'Estiu de 1972 realitzats a Múnic (Alemanya Occidental), on va participar en les proves dels 100 metres tanques, on fou eliminada en les semifinals, i en la prova de salt de llargada, on finalitzà cinquena i aconseguí així un diploma olímpic. En la cerimònia inaugural d'aquests Jocs fou l'encarregada de realitzar el jurament olímpic per part dels atletes, esdevenint la primera dona a realitzar aquest jurament.